# Chattijština
Chattijština je izolovaný jazyk, kterým ve starověku mluvilo maloasijské etnikum Chattijců. Tento jazyk je zřídka označován také jako chetitština, tím se však zpravidla označuje indoevropský jazyk nových příchozí do Malé Asie, kteří převzali jméno Chattijců a jsou dnes známi jako Chetité. Naše znalost tohoto jazyka vychází především z litanií, modliteb a zaklínadel vložených v chetitsky psané náboženské literatuře, někdy včetně překladu. Možná je příbuznost chattijštiny s severovýchodokavkazskými jazyky. Dobové označení jazyka chattili znamená „řeč města Chatti“.